# Carlo Galetti
Carlo Galetti (Corsico, 26 agosto 1882 – Milano, 2 aprile 1949) è stato un ciclista su strada e pistard italiano, attivo dal 1901 al 1921. Vinse per tre volte il Giro d'Italia nel 1910 e 1911 e nel 1912 con l'Atala.

## Carriera
Galetti fu uno dei ciclisti più vincenti della sua epoca. Soprannominato lo "scoiattolo dei Navigli", vinse per due volte il Giro di Sicilia (1907 e 1908), per tre volte la Milano-Roma (1906, 1911 e 1918) e partecipò tre volte al Tour de France, senza mai concluderlo.
La sua notorietà, tuttavia, è legata al Giro d'Italia, cui partecipò otto volte, portando a conclusione la gara quattro volte con risultati importanti. Nel 1909, alla prima edizione, Galetti giunse secondo dietro il compagno di squadra Luigi Ganna, piazzandosi secondo anche in quattro tappe.
Nel 1910 e 1911 vinse la classifica finale, riportando anche rispettivamente due e tre vittorie di tappa. Nel 1912 il Giro si disputò a squadre e Galetti vi partecipò con la Atala, insieme a Ganna, Eberardo Pavesi e Giovanni Micheletto. Nonostante il ritiro di Ganna, l'Atala vinse il Giro e Galetti fu anche il primo nella classifica a tempi, senza però valore ufficiale.
Dopo il ritiro decise di abbandonare il mondo del ciclismo e dedicarsi all'attività di tipografo, fondando la Arti Grafiche Galetti a Milano.
Morì a Milano, il 2 aprile 1949, all'età di 67 anni, per via di una malattia cardiaca.
Il suo nome è tuttavia ancora oggi presente in ambiente ciclistico: nel 1920 nacque a Milano il marchio Galetti, grazie a una piccola azienda produttrice di biciclette che continuò la sua attività fino alla seconda grande guerra. Nel 1952 il marchio fu acquisito dalla famiglia Alessi di Rossano Veneto che, sempre in maniera artigianale, riprese la produzione dei vecchi modelli di biciclette che il marchio già proponeva precedentemente. Oggi l'azienda "Nuova Galetti srl" continua la storia del marchio Galetti, producendo vari tipi di biciclette, come mountain bike, city bike, bici da trekking e per bambini.

## Palmarès

### Strada
- 1904

Menaggio-Como-Lecco-Menaggio
Corsa Brianzola
- 1905

Corsa Brianzola
- 1906

Corsa Nazionale
2ª tappa Milano-Bologna-Roma
Classifica generale Milano-Bologna-Roma
Classifica generale Roma-Napoli-Roma
Tour de Provence
Lissone-Monza-Lissone
- 1907

Firenze-Roma
1ª tappa Giro della Sicilia (Palermo)
3ª tappa Giro della Sicilia (Catania > Siracusa)
4ª tappa Giro della Sicilia (Siracusa > Caltanissetta)
6ª tappa Giro della Sicilia (Agrigento > Castelvetrano)
8ª tappa Giro della Sicilia (Trapani > Palermo)
Classifica generale Giro della Sicilia
- 1908

Coppa Tradate
Corsa Vittorio Emanuele III
1ª tappa Giro della Sicilia (Palermo > Messina)
4ª tappa Giro della Sicilia (Catania > Siracusa)
7ª tappa Giro della Sicilia (Trapani > Palermo)
Classifica generale Giro della Sicilia
- 1910

Tre Coppe Parabiago
3ª tappa Giro d'Italia (Bologna > Teramo)
8ª tappa Giro d'Italia (Genova > Mondovì)
Classifica generale Giro d'Italia
4ª tappa Ai mari, ai laghi, ai monti (Montecatini Terme > Genova)
8ª tappa Ai mari, ai laghi, ai monti (Salò > Milano)
Classifica generale Ai mari, ai laghi, ai monti
- 1911

Tre Coppe Parabiago
Milano-Roma
1ª tappa Giro d'Italia (Roma > Firenze)
4ª tappa Giro d'Italia (Oneglia > Mondovì)
10ª tappa Giro d'Italia (Sulmona > Bari)
Classifica generale Giro d'Italia
- 1912

5ª tappa Giro d'Italia (Roma > Firenze)
- 1918

2ª tappa Milano-Bologna-Roma (Bologna > Roma)
Classifica generale Milano-Bologna-Roma

#### Altri successi
- 1910

Classifica tempo Giro d'Italia
- 1912

Classifica generale Giro d'Italia (Atala)
Classifica tempo Giro d'Italia (non ufficiale)

### Pista
- 1919

Campionati italiani, Mezzofondo

## Piazzamenti

### Grandi Giri
- Giro d'Italia

1909: 2º
1910: vincitore
1911: vincitore
1912: vincitore (classifica a squadre)
1913: ritirato (4ª tappa)
1914: ritirato (1ª tappa)
1919: ritirato (1ª tappa)
1921: ritirato (6ª tappa)
- Tour de France

1907: ritirato (6ª tappa)
1908: ritirato (4ª tappa)
1909: ritirato (3ª tappa)

### Classiche monumento
- Milano-Sanremo

1907: 5º
1909: 7º
1911: 4º
1912: 10º
1914: 2º
1915: 4º
1919: 5º
1921: 9º
1930: 51º
1931: 69º
- Giro di Lombardia

1905: 4º
1906: 2º
1909: 6º
1910: 5º
1911: 7º
1913: 8º
1914: 18º
1918: 3º
1920: 10º